# Etelhem

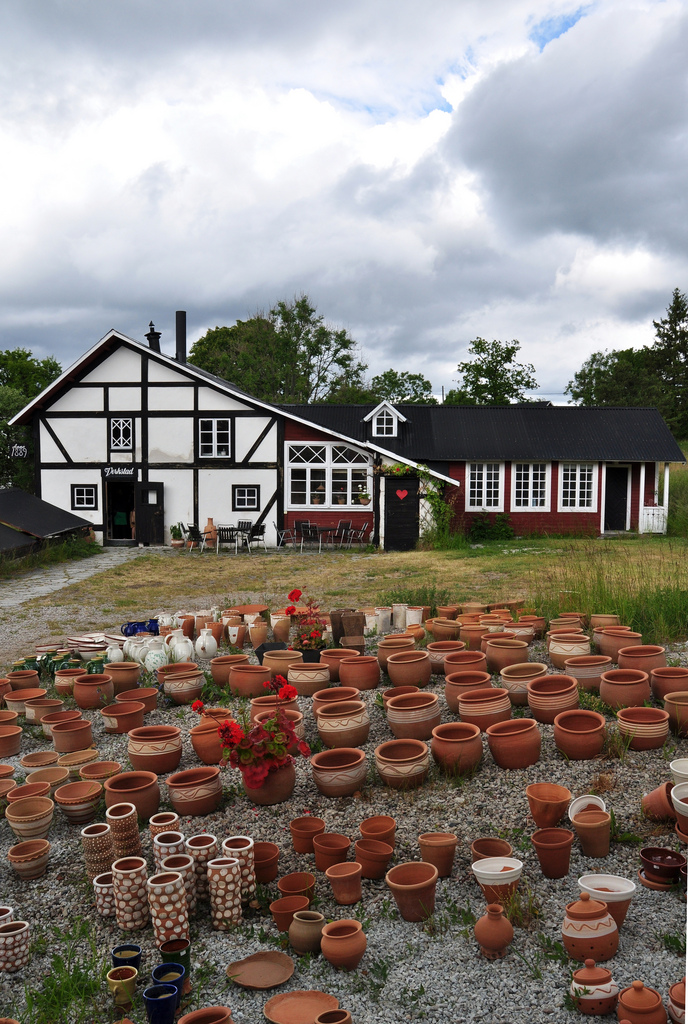
Etelhems krukmakeri.

Etelhem är en småort i Gotlands kommun i Gotlands län och kyrkby i Etelhems socken.

## Historia
Kyrkan var ursprungligen en romansk 1100-talskyrka. 
Namnet Etelhem dök upp första gången på 1300-talet, då stavat Eytelem. Förleden Etel- kommer av dialektordet ajtel, som betyder ”liten körtel”. Detta kan bland annat avse en liten ”körtel” i sten och har antingen betecknat kalkstenen i trakten eller använts som öknamn på invånarna i Etelhems socken. När det gäller efterledet -hem betyder det vanligtvis ”boplats” eller ”gård”. I ortnamnet Etelhem är betydelsen kanske ”bygd”.
Orten är däremot betydligt yngre. Till skillnad från de flesta orter har Etelhem en kyrkby, Kyrkebys, belägen norr om kyrkan. Den ingår dock endast delvis i orten som därutöver omfattar byarna Tänglings och Hageby. Under tiden järnvägen fanns (1887–1960) var vägen genom kyrkbyn en hantverkargata med skräddare, skomakare, hattmodist och kakelugnsmakare. Här fanns också två livsmedelsbutiker, och eftersom resande till Ljugarn bytte från tåg till buss i Etelhem behövdes både gästgiveri och hotell.

## Samhället
Kvar av det gamla finns i dag Etelhems krukmakeri, Gotlands äldsta, startat 1889, vilket skapat underlag för ett museum. Krukmakeriets risugn är unik för Norden. Förebilden är hämtad från krukmakarstaden Nijar i sydspanska Almería-provinsen.